# Love, Simon
Love, Simon ist ein US-amerikanisches Dramedy des Regisseurs Greg Berlanti aus dem Jahr 2018. Der Film hatte seine Premiere am 27. Februar 2018 auf dem Mardi Gras Film Festival in Sydney und kam am 16. März 2018 in die US-amerikanischen Kinos. In Deutschland startete Love, Simon am 28. Juni 2018. Der Film basiert auf dem Roman Simon Vs. The Homo Sapiens Agenda (deutsch Nur drei Worte) von Becky Albertalli. In der Hauptrolle ist Nick Robinson zu sehen.
Als Ableger zum Film erschien im Juni 2020 die Fernsehserie Love, Victor.

## Handlung
Simon Spier ist ein 17-jähriger Teenager an der Creekwood High School in einem Vorort von Atlanta, Georgia. Er hat eine Familie, der er sehr wichtig ist, bestehend aus seinen Eltern Emily und Jack und Schwester Nora. Seine drei besten Freunde sind Leah und Nick, die er bereits seit dem Kindergarten kennt, und Abby, die erst vor wenigen Monaten aus Washington, D.C. dorthin umzog. Er beschreibt sich selbst so, als habe er ein komplett normales Leben mit einem großen Geheimnis: Niemand weiß, dass er schwul ist.
Eines Tages liest Simon auf der Tumblr-Seite creeksecrets der Schülerschaft der High School eine Nachricht eines anonym bleibenden Mitschülers, der ebenfalls schwul ist. Zögernd beginnen Blue und Simon, der sich Jacques nennt (auf Französisch wird das Spiel Simon says Jacques a dit genannt), eine Freundschaft via E-Mail. Als Simon vergisst, sich am Schulcomputer aus seinem E-Mail-Account auszuloggen, liest Mitschüler Martin seine E-Mails und erpresst ihn mit Screenshots. Als Gegenleistung soll Simon Martin helfen, mit Abby zusammenzukommen. Simon tut dies, indem er versucht, Nick mit Leah zu verkuppeln, obwohl Nick sich in Abby verguckt hat. Gleichzeitig versucht Simon durch Hinweise in Blues E-Mails herauszufinden, wer dieser in Wirklichkeit ist; er hat sich nämlich in Blue verliebt. Drei Personen kommen für ihn im Laufe des Filmes infrage: Bram, ein Footballmitspieler von Nick, den er jedoch auf einer Halloweenparty ein Mädchen küssen sieht; Lyle, ein ehemaliger Mitschüler und Kellner bei Waffle House, der jedoch ebenfalls an Abby interessiert ist; und Cal, der jedoch verneint, Blue zu sein.
Nachdem Martin nach Simons Ratschlag Abby bei einem Footballspiel öffentlich nach einem Date gefragt, diese jedoch abgelehnt hat, veröffentlicht er an Heiligabend die kompromittierenden Screenshots auf der Tumblr-Seite und outet Simon dadurch. Seine Freunde Nick und Abby wenden sich von ihm ab, da er ihre Beziehung manipuliert hat, und auch Leah geht auf Abstand, nachdem sie Simon gestanden hat, dass sie in ihn verliebt ist, was er jedoch als Gefühle für Nick missverstanden hatte. Blue bricht ebenfalls den E-Mail-Kontakt ab. Nach einem homophoben Zwischenfall in der Cafeteria der High School versöhnt sich Simon wieder mit seinen Freunden. Auch sein Vater bekräftigt ihm seine Liebe. Da Blue einmal in einer E-Mail geschrieben hat, sein Leben fühle sich wie ein Riesenrad an, lädt Simon ihn öffentlich auf creeksecrets zum Riesenrad auf der örtlichen Winterkirmes ein. Im allerletzten Moment kommt Blue und es stellt sich heraus, dass es Bram ist. Schlussendlich werden Simon und Bram ein Paar, und auch sonst fügt sich alles wieder.

## Produktion

### Dreharbeiten
Die Dreharbeiten begannen am 6. März 2017 in Atlanta, Georgia und wurden am 23. April 2017 beendet. Am 2. Oktober 2017 wurde der Titel des Films von Simon vs The Homo Sapiens Agenda in Love, Simon geändert. Eine auch im Buch vorkommende Szene, in der Simon das erste Mal in seinem Leben einen Schwulenclub besucht, wurde aus dem Film geschnitten – in dieser geschnittenen Szene hatte auch Schauspieler Colton Haynes einen Kurzauftritt als Clubgänger, der mit Simon tanzt.
Da Berlanti sich bewusst war, wie teuer die Musik im Film sein würde, beschloss er, die Dreharbeiten zwei Tage früher zu beenden. Zu dieser Entscheidung sagte er: „Ich wusste, dass ein großer Teil des Films als Hommage an Filme gemacht wurde, die diese tollen Soundtracks hatten, die man in meinem Alter immer wieder abspielt, bis sie sich abnutzen. Der Soundtrack war die Sache, die einen die Emotionen des Films spüren ließ. Es stand also immer auf meiner Wunschliste, einen Soundtrack zu haben, der das widerspiegelt. Es war sehr teuer und jeder wollte sichergehen, dass ich das Richtige tue. Ich wollte mehr Geld in die Musik stecken.“

### Soundtrack
Der Soundtrack des Films enthält unter anderem Musik von Bleachers, Troye Sivan, Amy Shark, Brenton Wood, The 1975, Normani und Khalid. Der erste Track aus dem Soundtrack war Alfie’s Song (Not So Typical Love Song) von Bleachers.
Weitere Lieder, die im Film vorkommen, aber nicht im Soundtrack enthalten sind, sind Waterloo Sunset von The Kinks, Diamond von MONAKR, Feel It Still von Portugal. The Man, No von Meghan Trainor, Monster Mash von Bobby „Boris“ Picket, As Long as You Love Me von Justin Bieber, Add It Up von Violent Femmes, Bad Romance von Lady Gaga (gespielt von der Michigan Marching Band) und Shine a Light von Banners.
| Nr.          | Titel                                      | Autor(en)                                                                      | Interpret            | Länge |
| ------------ | ------------------------------------------ | ------------------------------------------------------------------------------ | -------------------- | ----- |
| 1.           | Alfie’s Song (Not So Typical Love Song)    | Jack Antonoff, Ilsey Juber, Harry Styles                                       | Bleachers            | 3:01  |
| 2.           | Rollercoaster                              | Antonoff, John Hill                                                            | Bleachers            | 3:12  |
| 3.           | Never Fall in Love                         | Antonoff, Karen Marie Ørsted                                                   | Jack Antonoff and MØ | 3:36  |
| 4.           | Strawberries & Cigarettes                  | Troye Sivan, Antonoff, Alex Hope                                               | Troye Sivan          | 3:21  |
| 5.           | Sink In                                    | Ben Berger, Julia Michaels, Ryan McMahon                                       | Amy Shark            | 4:35  |
| 6.           | Love Lies                                  | Khalid Robinson, Normani, Charlie Handsome, Jamil „Digi“ Chammas, Taylor Parks | Khalid und Normani   | 3:23  |
| 7.           | The Oogum Boogum Song                      | Alfred Smith                                                                   | Brenton Wood         | 3:07  |
| 8.           | Love Me                                    | Adam Hann, George Daniel, Matthew Healy, Ross MacDonald                        | The 1975             | 3:42  |
| 9.           | I Wanna Dance with Somebody (Who Loves Me) | George Merrill, Shannon Rubicam                                                | Whitney Houston      | 4:50  |
| 10.          | Someday at Christmas                       | Ron Miller, Bryan Wells                                                        | Jackson 5            | 2:44  |
| 11.          | Wings                                      | Nini Fabi, Benjamin Gebert                                                     | Haerts               | 4:58  |
| 12.          | Keeping a Secret                           | Antonoff, Justin Tranter                                                       | Bleachers            | 3:25  |
| 13.          | Wild Heart                                 | Antonoff, Hill                                                                 | Bleachers            | 3:21  |
| Gesamtlänge: | Gesamtlänge:                               | Gesamtlänge:                                                                   | Gesamtlänge:         | 47:24 |

## Veröffentlichung
Love, Simon feierte seine Premiere auf dem Mardi Gras Film Festival am 27. Februar 2018 sowie auf dem Glasgow Film Festival und dem Melbourne Queer Film Festival.
Nach der Veröffentlichung des Films kauften mehrere Prominente, darunter Jennifer Garner, Kristen Bell, Neil Patrick Harris, Joey Graceffa, Matt Bomer, Robbie Rogers, Benj Pasek, Tyler Oakley, Martin Gero, Andrew Rannells und Jesse Tyler Ferguson, ganze Kinos aus, sodass die Zuschauer den Film kostenlos sehen konnten, weil sie der Ansicht waren, dass der Film eine wichtige Botschaft vermittelt. Love, Simon ist der erste Film eines großen Hollywood-Studios, der sich auf eine schwule Teenager-Romanze konzentriert.
Der Film wurde am 28. Juni 2018 in Deutschland veröffentlicht.

## Synchronisation
Der Film wurde bei der RC Production nach einem Dialogbuch und unter der Dialogregie von Marius Clarén vertont.
| Rolle             | Schauspieler        | Synchronsprecher   |
| ----------------- | ------------------- | ------------------ |
| Simon Spier       | Nick Robinson       | Sebastian Fitzner  |
| Leah Burke        | Katherine Langford  | Lydia Morgenstern  |
| Abby Suso         | Alexandra Shipp     | Luisa Wietzorek    |
| Nick Eisner       | Jorge Lendeborg Jr. | Sebastian Kluckert |
| Bram Greenfeld    | Keiynan Lonsdale    | Amadeus Strobl     |
| Mrs. Emily Spier  | Jennifer Garner     | Dorette Hugo       |
| Mr. Jack Spier    | Josh Duhamel        | Dennis Schmidt-Foß |
| Nora Spier        | Talitha Bateman     | Lucy Fandrych      |
| Martin Addison    | Logan Miller        | Patrick Baehr      |
| Cal Price         | Miles Heizer        | Karim El Kammouchi |
| Mr. Worth         | Tony Hale           | Manou Lubowski     |
| Miss Albright     | Natasha Rothwell    | Susanne von Medvey |
| Ethan             | Clark Moore         | Marcel Mann        |
| Lyle              | Joey Pollari        | Jannik Endemann    |
| Garrett Laughlin  | Drew Starkey        | David Wittmann     |
| Taylor Metternich | Mackenzie Lintz     | Alice Bauer        |

## Kritik
Auf der Review-Aggregator-Website Rotten Tomatoes hat der Film eine Quote von 91 %, basierend auf 174 Bewertungen, mit einer durchschnittlichen Bewertung von 7,3/10. Auf Metacritic hat der Film eine Durchschnittsquote von 72 von 100, basierend auf 38 Kritikern, was „allgemein positive Kritiken“ bedeutet. Die von CinemaScore befragten Zuschauer gaben dem Film eine Durchschnittsnote von „A+“ auf einer Skala von A+ bis F.
Antje Wessels meint auf Filmstarts, dass die „Coming-of-Age-Tragikomödie einer der smartesten und am stärksten berührenden Beiträge des jüngeren Young-Adult-Kinos“ ist. Der Film bringe „einen schon nach zehn Sekunden zum Lächeln und bald auch mehr als einmal zum Weinen, bis er einen am Ende mit einem absoluten Hochgefühl entlässt“. Er habe „das Zeug dazu, diese Kinodekade nachhaltig zu prägen“.
Martin Schwickert von der Hannoverschen Allgemeinen hält den Streifen für ein „konventionelles Hollywood-Produkt“, in dem „Schwulsein endlich mal ganz normal“ sei „und das Ende ganz schön kitschig“. „An der Kulisse der heilen Mittelklassewelt“ würde nicht gekratzt, „um das Publikum nicht noch mit weiteren Widersprüchen zu belasten.“ Doch gelinge es dem Film „mit Witz, Charme und einer guten Portion Romantik, seine Liebesgeschichte universell zugänglich zu machen“. Dabei wirke die Geschichte „angenehm unangestrengt“.
Anastasia Barner meint auf funky.de, dass „selbst heterosexuelle Jungs den Film gucken können, ohne ‚No Homo‘ sagen zu müssen“ und dass „Coming-of-Age und Coming-Out“ gut zusammenpasse.
Wolfgang M. Schmitt vom YouTube-Kanal Die Filmanalyse sah den Film ambivalent. Der Film sei unterhaltsam und stelle gut die Idee des Outings in Frage, da Simon in einer Szene imaginiere, wie es wäre, wenn auch Heterosexuelle sich outen müssten. Die gezeigte Normalität sei aber auch ein zweischneidiges Schwert, so Schmitt. Einerseits zeige der Film, dass es ganz normal sei schwul zu sein, andererseits werde eine starke Normierung vorgenommen. Es würde gezeigt, dass man alles sein könnte, solange man ein relativ normales Leben führe.

## Auszeichnungen
| Tabellarische Übersicht der Auszeichnungen und Nominierungen | Tabellarische Übersicht der Auszeichnungen und Nominierungen   | Tabellarische Übersicht der Auszeichnungen und Nominierungen | Tabellarische Übersicht der Auszeichnungen und Nominierungen | Tabellarische Übersicht der Auszeichnungen und Nominierungen |
| Jahr                                                         | Auszeichnung                                                   | Für                                                          | Kategorie                                                    | Resultat                                                     |
| ------------------------------------------------------------ | -------------------------------------------------------------- | ------------------------------------------------------------ | ------------------------------------------------------------ | ------------------------------------------------------------ |
| 2018                                                         | Golden Trailer Awards                                          | Love, Simon                                                  | Best Romance Trailer                                         | Nominiert                                                    |
| 2018                                                         | Golden Trailer Awards                                          | Love, Simon                                                  | Best Romance TV Spot                                         | Nominiert                                                    |
| 2018                                                         | Golden Trailer Awards                                          | Love, Simon                                                  | Best Billboard                                               | Nominiert                                                    |
| 2018                                                         | Golden Trailer Awards                                          | Love, Simon                                                  | Best Teaser Campaign                                         | Gewonnen                                                     |
| 2018                                                         | MTV Movie Awards                                               | Nick Robinson und Keiynan Lonsdale                           | Best Kiss                                                    | Gewonnen                                                     |
| 2018                                                         | MTV Movie Awards                                               | Love, Simon                                                  | Best Musical Moment                                          | Nominiert                                                    |
| 2018                                                         | Teen Choice Awards                                             | Love, Simon                                                  | Choice Movie – Comedy                                        | Gewonnen                                                     |
| 2018                                                         | Teen Choice Awards                                             | Nick Robinson                                                | Choice Breakout Movie Star                                   | Gewonnen                                                     |
| 2018                                                         | Teen Choice Awards                                             | Nick Robinson und Keiynan Lonsdale                           | Choice Movie Ship                                            | Nominiert                                                    |
| 2018                                                         | Human Rights Campaign                                          | Nick Robinson                                                | Ally for Equality Award                                      | Gewonnen                                                     |
| 2018                                                         | Maui Film Festival                                             | Nick Robinson                                                | Best Actor                                                   | Gewonnen                                                     |
| 2018                                                         | Los Angeles Online Film Critics Society Mid-Season Film Awards | Nick Robinson                                                | Best Actor                                                   | Ausstehend                                                   |
| 2018                                                         | Los Angeles Online Film Critics Society Mid-Season Film Awards | Love, Simon                                                  | Best Adapted Screenplay                                      | Ausstehend                                                   |
| 2019                                                         | Humanitas-Preis                                                | Love, Simon                                                  | Beste Filmkomödie                                            | Gewonnen                                                     |

## Fernsehserie
Im April 2019 wurde eine ursprünglich gleichnamige Fernsehserie Love, Simon, die auf Disney+ erscheinen sollte, angekündigt. Im Februar 2020 wurde bekanntgegeben, dass der Titel zu Love, Victor geändert wurde und die Serie mit zehn Episoden in der ersten Staffel im Juni, dem Pride-Monat, auf Hulu erscheint. Premiere war am 17. Juni 2020. Sie spielt in derselben Stadt und High School, aber erzählt mit einer komplett neuen Besetzung eine originale Liebesgeschichte um die Schüler Victor, der noch ungeoutet ist, und Benji, der offen schwul ist.